# 1666
Évszázadok: 16. század – 17. század – 18. század
Évtizedek: 1610-es évek – 1620-as évek – 1630-as évek – 1640-es évek – 1650-es évek – 1660-as évek – 1670-es évek – 1680-as évek – 1690-es évek – 1700-as évek – 1710-es évek
Évek: 1661 – 1662 – 1663 – 1664 –  1665 – 1666 – 1667 – 1668 – 1669 – 1670 – 1671

## Események
- január 1. - I. Rákóczi Ferenc Sáros vármegye örökös főispánja lesz (a tisztséget Lipót császár adományozza neki)
- január 15. – Szelepcsényi György kalocsai érsek kerül az esztergomi érseki székbe.[1]
- március 1. – Zborón házasságot köt I. Rákóczi Ferenc és Zrínyi Ilona.[2] (E házasság révén Rákóczi bekapcsolódott a Wesselényi-összeesküvésbe.)
- április 5. – Wesselényi Ferenc nádor és Zrínyi Péter horvát bán Stubnyán politikai szövetséget köt az ellenzéki magyar politikusok összejövetelén.[3]
- július 13. - A mątwyi csatában(wd) a lengyel királyi csapatok vereséget szenvednek Jerzy Lubomirski felkelőitől.[4]
- augusztus 23. - Murányi összejövetel - A Habsburg-elleni felkelés gyűlése Wesselényi Ferenc nádor várában.[2]
- augusztus 27. – Wesselényi Ferenc nádor követe útján javaslatot terjeszt a Porta elé a Királyi Magyarország behódolását illetően, azonban az nem reagál az ajánlatra.[3]
- szeptember 2–5. – A nagy londoni tűzvész.[5]
- december 12. – Margit, IV. Fülöp spanyol király lánya férjhez megy I. Lipóthoz.
- december 19. - Wesselényi Ferenc nádor, Zrínyi Péter horvát bán és Nádasdy Ferenc országbíró írásos szövetséget köt a magyar szabadság visszaállításáról és az ehhez szükséges Habsburg-ellenes felkelésről.[2]

## Az év témái

### 1666 a tudományban
- november 14. – Samuel Pepys bejelenti, hogy sikeres vérátömlesztést végzett kutyákon.

## Születések
- 0november 25. – Giuseppe Guarneri olasz hangszerkészítő († 1740 körül)

## Halálozások
- január 30. - Lippay György esztergomi érsek (* 1606)[6]
- augusztus 29. – Frans Hals flamand barokk festő (* 1580 körül)

## Európai időjárás
Aszály májustól kora őszig, korai, bőséges és édes bort adó szüret.